# Société de neurophysiologie clinique de langue française
La  Société de neurophysiologie clinique de langue française (SNCLF), est une société savante ayant pour mission d'encadrer, dans le monde francophone, la pratique de la sous-spécialité médicale de la neurophysiologie clinique, souvent désignée par le terme général « explorations fonctionnelles du système nerveux ». 
L'un de ses objectifs officiels est de « faciliter les échanges des informations scientifiques et d'aider au contact personnel entre les chercheurs dans l'un des domaines de la neurophysiologie clinique et expérimentale ».
Selon Philippe Derambure, président de la SNCLF pour l'année 2021, la neurophysiologie clinique « rassemble tous les utilisateurs (médecins, infirmier(e)s, techniciens d’explorations, chercheurs, neuropsychologues) des méthodes d'exploration du système nerveux dans une démarche clinique de prise en charge diagnostique et thérapeutique ou de recherche, concernant les maladies neurologiques ».

## Histoire
La Société est fondée le 6 décembre 1948 sous le nom de Société d'Électroencéphalographie et des Sciences Connexes de Langue Française. Les membres du comité fondateur, qui s'était réuni pour la première fois le 18 octobre 1947 sont Alphonse Baudouin (1876-1957), Hermann Fischgold (1899-1982), Henri Gastaut (1915-1995), Antoine Rémond (1917-1998), et Georges Verdeaux (1915-2004).